# Велосипед
Велосипедът (от френски: vélocipède; от латински: velox – бързи и pes – крака, наричан в България и просто колело) е двуколесно превозно средство, задвижвано от мускулната сила на човека с помощта на педали чрез краката или рядко – чрез ръцете. Макар че най-разпространеният вариант е с две колела, съществуват и велосипеди с едно, три и четири колела.
Човекът, който кара велосипед, се нарича велосипедист или колоездач. Днес по света има над един милиард велосипеда, което ги прави най-масово разпространеното транспортно средство. Първите велосипеди виждат бял свят в Европа още през XVIII-XIX век. На външен вид са се различавали от днешните, но като принципно устройство са били същите – рама, свързваща две колела, кормило за управление, седалка и на малко по-късен етап – педали за задвижване. Впоследствие се появяват веригата, спирачките, скоростите и най-различни други подобрения. Съвременните велосипеди могат да бъдат разделени на много групи според различни критерии.
В много градове по света съществуват велосипедни алеи и велосипедни ленти, предназначени само за велосипедисти, които са специално обозначени и обикновено са разположени в най-дясната част на платното за движение на пътни превозни средства (при дясноориентирано движение), или в най-лявата част на платното за движение на пътни превозни средства (при лявоориентирано движение). Напоследък в някои по-големи градове се създават паркинги и спортни площадки за велосипеди.
Първият български велосипед, наречен „паяк“, е конструиран през 1880 г. от Гено Стоянов – Арабаджията, майстор-каруцар от Нова Загора.

## История
Сведенията за велосипеди до 1817 г. са съмнителни и в повечето случаи недостоверни. Барелеф на изглеждащ напълно съвременен велосипед е открит върху стената на древния индийски храм Панчаварнасвами, построен преди 2000 години през периода Чола, но това не води до някакви определени изводи.
Рисунките на двуколесно превозно средство с кормило и предавка с помощта на верига, приписвани на Леонардо да Винчи или на неговия ученик Джакомо Капроти, по мнението на мнозина са фалшификации.. На витража в черквата „Св. Егидия“ в английското градче Стоук Поджис е изобразена фигура, която изглежда, като че кара колело. Витражът е от XVII век.
Многобройни изобретатели дават своя принос за изработването на първите прототипи на велосипеда, които по онова време се наричат дрезини. Те водят началото си от изобретението на немския професор барон Карл Драйс (Karl Drais, френско произношение: Дрез). Приличат много на днешните велосипеди – имат кормило, но са с дървена рамка и без педали.
Велосипедът е първото механично индивидуално превозно средство. След шевната машина той е вторият технически продукт в серийно производство. За първи път е пуснат през 1817 г. в Манхайм и 1818 г. в Париж.
В началото на 60-те години на XIX век французите Пиер Мишо и Пиер Лалман представят принципно нов дизайн на велосипеда, включващ кривошип и педали на предното колело, което е малко по-голямо от задното. Друг френски изобретател – Дъглас Грасо, не успява със своя прототип няколко години преди Лалман. Следват няколко други изобретатели, които използват задвижване на задното колело. Един от тях е шотландецът Томас МакКал през 1869 г. Основните материали, ползвани за направа на велосипеда по това време, са желязо и дърво. По-късно започват да се използват стоманени тръби за конструкцията и гуми от каучук. Тези велосипеди са трудни за управление поради високата седалка и недоброто разпределение на теглото.
По-нататъшните усилия са насочени към подобряване на конструкцията и изключване на неудобствата чрез намаляване на диаметъра на предното колело и слагане на седалката по-назад. Остава обаче проблемът с управлението и въртенето на педалите на предното колело. Джон Кемп Старли, Лоусън и Шерголд решават този проблем, като въвеждат веригата, която съединява кривошипа (вече монтиран шарнирно към рамката) със задното колело. Този вид модели, макар и миниатюрни в сравнение с предишните, имат по-добро разпределение на тежестта, по-ниска и удобна седалка, както и по-добра обща безопасност. Липсата на пневматични гуми и асфалтирани пътища прави возенето все още твърдо и колоезденето – не много привлекателно. Моделът „Роувър“ на Старли от 1885 г. се смята за първия съвременен велосипед. Малко след това е прибавен колът за седалката, което прави дизайна почти идентичен със съвременния.
По-нататъшните подобрения включват преди всичко приспособления, свързани с удобството на колоездача, и водят до разцвета на това превозно средство. Поради тази причина 90-те години на XIX век са наречени „Златната епоха на велосипеда“. Тогава се появяват и първите алуминиеви велосипеди. През 1888 г. Джон Бойд Дънлоп въвежда първата пневматична гума, която скоро след това става универсален стандарт. Първият лигерад (колело, което може да се кара в легнало положение) излиза на пазара през 1895 г. Следва муфата със свободно движение, която предотвратява връщането на движение към задвижващата част. Тя позволява на колоездача да се придвижва по инерция, без да върти педалите и без да вдига крака от тях (педалите спират да се въртят благодарение на муфата). Това изобретение води до друго – спирачките, наричани често разговорно „торпедо“ или „контра“, които действат при въртене на педалите в обратна посока. През 1905 г. са измислени и ръчните спирачки. В началото на XX век колоезденето става масово, както за удоволствие, така и за работа и състезания. Броят на колоездачните клубове започва да расте непрекъснато от двете страни на Атлантика. От този период датират първите, макар още много несъвършени, механизми за превключване на скорости. Съвременният превключвател на скорости е изобретен едва през 1950 г. През 70-те години на XX век велосипедите започват да се изработват от титан и карбопластика. През 1983 г. е изобретен компютърът за велосипеди.
Спадът на интереса към колелото започва с изобретяването на автомобила. В САЩ през 40-те години на XX век колелото се смята за детска играчка. Интересът към велосипеда се възобновява отново през 60-те години във връзка с екологичните движения и засилването на желанието за здравословен живот. Преди изобретяването на автомобила през XIX век много от пътищата са подобрени благодарение на широката употреба и реклама на колелетата.

## Устройство и употреба

### Устройство
Велосипедът с класическа конструкция се състои от рама (рамка), към която е закрепена шарнирно вилката с кормилото и предното колело, задно колело, седло, педали, верига и спирачки. Допълнително колелото може да има амортисьори, багажник, фар, звукови сигнали и други.

#### Колела
Като правило, велосипедът има две колела с еднакъв размер (диаметър). Всяко от тях се състои от гума, джанта (капла), спици и главина. В България джантите понякога са наричани и шини. Изработват се от различни видове алуминиеви сплави или стомана. Колелата на велосипеда могат да са с различен диаметър, като най-често срещаните са 26 и 28 цола/инча. Броят спици също е различен и може да е 24, 28, 32 или 36 спици, като те могат да са елипсовидни, плоски, обикновени или удебелени. Спиците се изработват от стомана или алуминий и се захващат за каплата посредством нипели. Джантата се свързва с главината последством спиците. От качествата на главината зависят и динамичните показатели на велосипеда. В нея се намират лагерите, с помощта на които въртенето около оста се осъществява с минимално триене. Различните видове главини използват различни лагери – търкалящи лагери или капсуловани лагери – сачмени и ролкови. Фланец се нарича частта от главината, където са разположени отворите за спиците. Важно е той да е от материал с висока твърдост, за да не се износва лесно. Главината се изработва предимно от алуминий, но могат да се използват и други материали, като една от целите е да се намали т. нар. „мъртво“ тегло. Гумата е частта от колелото, която е в контакт с асфалта и нейното качество е от съществено значение. Гумите са външни и вътрешни. Външната защитна гума може да е гладка, полугладка или грайферна, като последната е за предпочитане. Гумите се помпат със специална помпа за велосипед, като повечето велосипеди имат определено за нея място.

#### Седалка (или седло)
Седалката е мястото за сядане на велосипеда, което поема по-голямата част от тежестта на тялото. Тя трябва да е удобна, но в същото време не бива да пречи на въртенето на педалите. Седлото е във формата на буквата Λ. При продължителни пробези се предпочитат по-тесни и по-твърди седалки, докато тези за кратки разстояния са по-меки и широки. Състоят се от четири части:
- Рамка, най-често изработена от метал, която се закрепва за ко̀ла на седалката
- Пластмасова основа, която се закрепя в три точки, дава формата на седалката и позволява пружиниране при каране
- Пълнеж, който прави седалката мека
- Покритие – най-често кожено

Понякога в средата на седалката се прави отверстие, за да не се оказва прекалено напрежение върху половите органи и простатата.
Обикновено велосипедите предлагат възможност за регулиране на положението на седалката в три различни направления:
- височина – регулира височината чрез издължаване на тръбата, която се намира в кола на седалката
- наклон – регулира се с помощта на устройство, намиращо се в самата седалка, и може да го наклони надолу или нагоре
- придвижване напред-назад – регулира се посредством рамката и дава възможност за незначително придвижване напред и назад

Предпочитаното положение на седалката е хоризонтално.

#### Педали
Предназначението на педалите е да предават мускулната сила на веригата и оттам – на колелата. Валът (неправилно – оста) на педалите се върти свободно по отношение на плоскостта на педалите. Резбата на десния педал е дясна, а на левия – лява.. Едновременно работят и двата педала, което увеличава въртящия момент и снижава напрежението. Съществуват приспособления, които фиксират крака неподвижно за педала, подобно на ските.

#### Спирачки
Болшинството велосипеди притежават ръчни спирачки като най-безопасни и удобни. Спирачките биват няколко вида, като дисковите имат редица предимства. Първите спирачки са били всъщност краката на велосипедиста. Имайки предвид големината на колелата, спирането с крака не е нито лесно, нито бързо. Най-старите спирачки за капла се наричат кантарчета. Днес те вече не се използват.
- Челюстните спирачки или спирачките за капла притискат от двете страни велосипедното колело с помощта на колодки, като забавят неговото въртеливо движение. Спирачното действие се предава посредством жило. Челюстните спирачки са най-разпространеният тип, особено при планинските велосипеди, заради ниската цена, лесната поддръжка, достатъчно високата ефективност и добрите спирачни качества в сухи условия. Отделните модели на този вид спирачки могат да са механични или хидравлични. Механичните биват V-образни и U-образни. Кантиливерните спирачки са остарял V-образен тип спирачки. Всички челюстни спирачки се нагряват по-малко от дисковите, настройката им е лесна и удобна, масата и цената им са значително по-малки от тези на дисковите. Недостатъците им са, че колодките трябва да се сменят често. Попадането на мръсотия, вода или лед в тях намалява значително ефективността им.[11]

- Дисковите спирачки представляват стоманен диск, разположен на втулката на велосипедното колело, като правило от лявата страна, и устройство, което притиска колодките към диска. Този вид спирачки също могат да бъдат механични или хидравлични. Спирачният апарат се монтира на специални уши на вилката или рамката. Дискът (или роторът) се закрепва за главината.

Основното предимство на дисковите спирачки е, че са структурно по-усъвършенствани от V-образните спирачки и са по-мощни. Стоманеният ротор може да понася много по-голямо натоварване в сравнение с алуминиевите шини, което в резултат означава несравнимо по-голям спирачен потенциал. За сметка на това дисковите спирачки са по-скъпи и по-тежки. Дискови спирачки (все още) не се монтират на шосейни велосипеди, основно заради по-голямото им тегло. Има сведения в интернет пространството, че се работи в тази насока, но никой не се е наел със серийното производство на такива спирачки.

#### Рамка
Рамка, наричана и рама, е носещата конструкция на велосипеда, неговата основна част, за която се закрепват колелата и другите компоненти. Рамките обикновено са три основни вида:
- изцяло твърди (без предно и задно окачване)
- с предно окачване (рамката е без задно окачване)
- с двойно окачване

Стандартните, класически (понякога наричани „мъжки“) велосипедни рамки са направени от метални тръби, които образуват два триъгълника. Размерът на рамката е в основата на геометрията на велосипеда и е най-важният елемент за постигане на максимална ефективност и удобство при колоездене. Често рамката се изработва от алуминий, но също така от титан или стомана. Съществуват рамки без горната напречна тръба, наречени отворени или „дамски“. За шосейните велосипеди се ползва само стандартната, класическа рамка. Съществуват и сгъваеми рамки.

#### Верига и зъбци
Има различни размери вериги в зависимост от броя на скоростите (които са характерни предимно за планинските велосипеди) и най-вече от броя на задните венци. Има вериги за 6, 7, 8 или 9 скорости. Задните зъбци, или наричани още задни зъбчатки, могат да са 4, 6, 7, 8 или 9 броя, като на теория техният брой, умножен по броя на предните венци, дава броя на скоростите (предавките). В повечето случаи обаче някои конструктивни ограничения, като например ограниченото изместване на веригата в осово направление, не позволяват включването на всички възможни комбинации от зъбчатки.

### Употреба
Пощенските служби на много страни използват велосипеди от края на XIX век. Така например пощенската система във Великобритания, където този вид велосипеди са 37 000, ги използва от 1880-те години. В Германия те са 27 500, а в Унгария – 10 500.
Също така полицаите на много страни използват велосипеди за патрулиране из улици и паркове, особено в селските райони. Подобно на пощенските, те се появяват в края на XIX век. За пример, английското графство Кент закупува 20 велосипеда през 1896 г., а през
1904 г. те вече са 129. Преимуществото на велосипедите е, че не зависят от автомобилните задръствания, могат да се използват в пешеходните зони и незабелязано и безшумно да приближат евентуалния престъпник.
Друга употреба на велосипеда е разнасянето на вестници, която се извършва обикновено от момчета, които нямат още шофьорски книжки. С велосипедите могат да се разнасят и мляко, храна, дрехи. Дори на територията на някои заводи, където разстоянията са големи, работниците се придвижват из тяхната територия с колелета.
Велосипедите се използват и във военното дело. По време на война са използвани за предаване на важни съобщения или за разузнаване. Специалните части патрулират железопътните пътища с помощта на велодрезини. По-късно съюзниците използват при своите операции парашутисти, екипирани със сгъваеми велосипеди. Партизаните много често ползват велосипеди за пренасяне на малки товари.
В цирка се използват триколесни, двуколесни и едноколесни велосипеди, понякога карани от животни като мечки и маймуни. С велосипеди се изпълняват и много акробатически номера..
Велосипедите през XXI век са използвани за спортуване, развлечение и работа. С тях се провеждат много международни състезания. Първите гонки се организират почти веднага след изобретяване на велосипеда. В началото, поради височината им, травмите са често явление. През 1890-те те стават много популярни и се провеждат в продължение на дни. Най-популярният и най-стар международен пробег е 1200-километровият „Париж-Брест-Париж“, проведен за първи път през 1891 г. Най-престижното велосипедно състезание е „Тур дьо Франс“, което се провежда от 1903 г. насам. Тези състезания могат да бъдат индивидуални или отборни. В последните 10 – 20 години започват да се провеждат акробатични състезания с велосипеди BMX, където състезателите показват умението си да владеят велосипеда и в същото време да правят рисковани трикове.
Най-общо употребата на велосипеда може да се обобщи в следните няколко направления:
- Удобство – лекота, маневреност, евтин превоз
- Работа – превоз до работното място, доставка на поща, колоездачна полиция
- Състезания – Обиколка на Франция, Обиколка на Испания, Обиколка на Италия
- Военно дело – по време на война за разузнаване
- Забавление – цирк

## Видове велосипеди

### Планински велосипед
Планинският велосипед е велосипед, предназначен за каране в планини, по черни пътища, стръмни наклони, неравности и други подобни. Става популярен за първи път през 1970-те. Името му е дадено през 1966 г. Има множество предавки и подсилена конструкция. Снабден е с преден (често) и заден (по-рядко) амортисьори, омекотяващи неравностите. Наличието на предавки е задължително, като обикновено са подбрани така, че да позволяват преодоляване на стръмни наклони. Характерни са гумите с дълбок грайфер, осигуряващи добро сцепление, както и солидните спирачки (все по-често дискови). Според съвременните стандарти планинските велосипеди се подразделят на следните видове: XC, FR и DH. Планинските велосипеди се използват предимно за спортуване – изкачване и спускане по черни пътища, планински преходи и др.

### Градски велосипед
Градският велосипед, наричан понякога ситибайк или турингбайк (туристически, екскурзионен) е най-широко разпространеният велосипед. Към този тип спадат всички велосипеди, които служат за разходка в парка, пътуване до работата или просто за каране в населено място, с други думи – на неголеми разстояния. Оборудван е с кормило, рамка, седалка и гуми, подходящи за движение по асфалт, често с фар, стоп и багажник. Има ръчни или крачни спирачки, като амортисьорите отсъстват. Предавките не са задължителни, но все по-често присъстват, като разпространение имат вътрешните (вградени в главината).
Този тип велосипеди не са подходящи за спортни цели – те са сравнително тежки, около 14 kg, и имат много по-малка ефективност (или коефициент на полезно действие). Не изискват специални дрехи от колоездача и може да се карат с всекидневните дрехи. Традиционно в Европа рамката на градския велосипед се прави от нисковъглеродна стомана и се боядисва в черно, но съвременните градски велосипеди биват и в много други цветове.
В популярния български филм „Селянинът с колелото“ актьорът Георги Георгиев – Гец кара градски велосипед. Също така през 1997 г. на американския президент Бил Клинтън е направен подарък в Копенхаген – градски велосипед City Bike One.

### Шосеен велосипед
Шосейният велосипед, наричан още бегач, е състезателен велосипед, използван и предназначен за колоездачни надбягвания (гонки, маратони) или с други думи – за изминаване на големи разстояния извън града по асфалтирани пътища (шосейно колоездене). Той има специална олекотена конструкция, развива относително висока скорост и е оборудван с предавки и автоматични педали. Диаметърът на шините е стандартен – 622 mm. Гумите са по-тесни (в диапазона 19 – 32 mm, според състезанието) и под високо налягане, най-често 7 – 10 атмосфери. При монтирана гума с ширина 25 mm, външният диаметър на колелото става около 680 mm.
Шосейният велосипед се отличава от останалите също с формата на кормилото – традиционните ръкохватки са изнесени напред и имат извивка надолу („рога на овен“), която позволява заемането на по-аеродинамична позиция (т.е. движение с по-малко съпротивление от въздуха) по време на спринтове. Най-леките бегачи тежат само 3,5 kg. Това става постижимо с използването на авангардни технологии и подходящи материали като карбонови влакна, алуминий, титан и други. Международният колоездачен съюз обаче ограничава масата до не по-малко от 6,8 kg и не разрешава използването на по-леки бегачи в състезания.

### Пистов велосипед
Пистовият велосипед е разновидност на шосейния, предназначен за състезания на открит или закрит колодрум (зала) или друг вид скоростни трасета. Подобно на шосейната, съвременната пистова рамка е изработвана в аеродинамична форма и от свръхлеки материали. Тя обаче има някои геометрически и конструктивни различия. Централната ос (или „средното движение“) е разположена по-високо спрямо терена – най-често около 280 – 290 mm – което предпазва от катастрофа вследствие удар на педала в стръмните виражи. При модерните състезателни рамки, централната ос е също така изместена по-назад, със скъсяване на задната вилка (при някои модели до около 370 – 380 mm) и удължаване дистанцията от центъра до предната ос (до около 630 – 650 mm при големите размери). Това очевидно дава допълнителни предимства по време на спринт, когато тялото на състезателя е силно наведено напред. Една конструктивна особеност представляват хоризонталните задни дропаути („уши“), където задното колело може да бъде местено до няколко сантиметра, така щото веригата да стои опъната оптимално. В допълнение, разстоянието между задните дропаути, където се вмества задната главина, е 120 mm, т.е. по-късо от това при шосейната рамка. Просветите между рамката и колелата са намалени до минимум, като позволяват използването на гуми с ширина до 23 или 25 mm. Използването на тесни гуми с налягане не по-малко от 8 атмосфери предпазва от катастрофа заради изваждане на гумата от шината.
Пистовият велосипед няма спирачки и скорости. Предавката е една – едно предно и едно задно зъбчати колела, сменяни предваритено и съчетавани прецизно, съобразно условията. Задният венец е фиксиран, без свободен ход, и така задното колело винаги следва хода на педалите напред или назад. Велосипедът може да бъде спиран чрез постепенно забавяне въртенето на педалите и/или изкачване по виража на колодрума. Най-често използвани на писта са т.нар. „широки“ вериги и венци – със стандартна ширина съответно на ролките и зъбите от 1/8" (номинално 3.18 mm). Още една особеност при пистовия велосипед е използването на по-къси курбели – най-често 165, 167.5 или 170 mm – което подпомага повишаването на бързината на въртене (каданса) и същевременно осигурява по-добър просвет между педала и виражите. След навлизането на автоматичните педали в състезателното вкл. пистовото колоездене, пистовите състезатели все по-често оборудват такива педали с каишки от традиционни или нови модели за да осигурят по-добра връзка със стъпалото.

### BMX
BMX (съкр. от англ. Bicycle MotoCross, произн. „би ем екс“ или „би ем хикс“) е велосипед с малки (20") капли, без скорости, но с широки гуми. Често има приспособления (стъпенки), наречени „пег“ (от англ. 'peg' – щифт). Използва се за акробатични изпълнения на равен терен или U-образна рампа, най-вече за наречения „freestyle“ (свободен начин на каране без ограничения) каране, което с една дума означава трикове. Трасето е покрито с пръст. Първият световен шампионат по състезания с BMX се провежда през 1982 г. Включен е като олимпийски спорт през 2008 г.

### Чопър
Чопър (или лоурайдър) е велосипед, който е тунингован и модифициран в стил Lowrider. Тези велосипеди имат извита седалка и дълга рамка, формата на която напомня на някои модели на Harley Davidson. Главното му предимство е луксозната изработка и удобството. Хром, кожа или кадифе са материалите, които са характерни за тези уникални велосипеди, създавани доста често по поръчка. С първоначален произход от Калифорния, този вид велосипеди бързо стават популярни по цял свят.

### Други видове
- Товарни велосипеди – служат за пренасяне на различни видове товари, обикновено имат багажник или модифицирано тяло за поставяне на кош.
- Велотаксита или велорикша – подобни на рикшите, но с тази разлика, че не са теглени от хора, а са карани от велосипедист. Възникват в Япония след появата на обикновените рикши и се разпространяват по цяла Азия. В Европа и Америка се появяват във втората половина на XX век като развлечение за туристите.
- Лигерад – конструкцията на този велосипед е такава, че позволява на колоездача да е в легнало или полулегнало положение. Може да е три- или двуколесен, като педалите може да са и ръчни, особено за инвалиди, които не могат да използват краката си. Веломобилът е вид лигерад, който има вид на автомобил, закрит е, но има три колела – две отпред и едно отзад, като седалката е не велосипедна, а подобна на тези в колите.
- Водно колело – използва се за разходки по водна повърхност
- Едноколесен велосипед – едноколесният велосипед е вид велосипед с едно колело, който изисква умения за каране, защото е изключена употребата на ръцете. При движение с едноколесен велосипед могат да се изпълняват прости и сложни фигури. Възможно е и изпълнението на скокове и различни акробатични номера, поради което се използва предимно в цирка. Основни части на едноколесния велосипед са седалка, вилка, колело и педали. Движението се осъществява чрез въртене напред или назад и запазване на равновесие.

- Тандем – вид колело, което позволява да бъде карано от повече от един велосипедист, при което велосипедистите сядат един зад друг (не един до друг). Този вид колело има толкова чифта педали, колкото велосипедисти го карат. Те са удобни за слепи хора, водени на кормилото от зрящ човек. Употребяват се също така от родители, които поставят децата отзад, докато се учат да карат.
- Летящ велосипед – велосипеди с приспособления за летене
- Електрически велосипед

## Физика на велосипеда
Тъй като велосипедът има само две допирни точки със земята, той е изключително нестабилен и пада лесно. За да се избегне това, той трябва да поддържа равновесие, а такова е възможно само докато се движи, т.е. възможно е само динамично равновесие. Велосипедът има способността самостоятелно да съхранява това динамично равновесие. Ако се наклони на една страна (например в завой) при движение, колоездачът се наклонява на същата страна, така че векторната сума от силата на тежестта и центростремителната сила да лежат на линията на опората. Мнението, че основната роля за запазване на равновесието играе жироскопичният момент, е правилно само отчасти.
Велосипедът е най-ефективното транспортно средство с оглед на енергията, т.е. има най-висок КПД. От механична гледна точка, около 99% от енергията, създадена от велосипедиста, се предава на въртеливото движение на колелата. Употребата на скорости и предавки може да намали този процент.
Средната скорост на велосипедистите е 15 – 25 km/h. Съпротивлението на въздуха, което е пропорционално на квадрата на скоростта, се увеличава с увеличението на скоростта. Тялото на колоездача създава около 75% от цялото съпротивление. Последното може да се намали, ако човек е легнал или полулегнал (какъвто е случаят с лигерада). Съществуват и други начини за намаляване на съпротивлението на въздуха.